# Оптичко влакно
Оптичко влакно је врста оптичког таласовода радијалне симетрије, која „вођење“ електромагнетског таласа заснива на ефекту тоталне унутрашње рефлексије. flexible, Транспарентно влакно микрометарских димензија, израђено од стакла или пластике, служи као медијум у оптичком каблу за пренос информација помоћу светлости. Влакна имају концентричну слојевиту структуру. У средини се налази језгро, које води светлост, окружено са омотачем (јакном) са нешто нижим индексом преламања и заштитним слојем пластике. У зависности од примене, пречник језгра је у распону од неколико до више стотина микрона. А од дијаметра и профила индекса преламања између језгра и омотача, зависи број режима (модова) способних да пропагирају кроз влакно. Оптичка влакана могу бити мономодна (једнорежимска) и мултимодна (вишережимска). Кроз једнорежимска се простире само један мод ласерске светлости и оваква влакна се користе за пренос информација на веће удаљености, док се кроз вишережимска влакна простире више модова и ова влакна се користе за приступне мреже. Овакав пренос информација је бржи, поузданији и сигурнији од преноса бакарним кабловима.
Оптичка влакна се најчешће користе као средство за пренос светлости између два краја влакна и проналазе широку употребу у оптичким комуникацијама, где омогућавају пренос на веће удаљености и при већим пропусним опсезима (брзинама преноса података) од електричних каблови. Влакна се користе уместо металних жица, јер сигнали путују дуж њих са мање губитака; поред тога, влакна су имуна на електромагнетне сметње, проблем коме су подложне металне жице. Влакна се такође користе за осветљење и имиџинг, и често су умотана у снопове, тако да се могу користити за пренос светлости или слике из затворених простора, као у случају фиберскопа. Посебно дизајнирана влакна се користе и у низу других примена, неке од којих су оптички сензори и ласерска влакна.
Оптичка влакна обично садрже језгро окружено прозирним обложним материјалом са нижим индексом преламања. Светлост се задржава у сржи путем феномена потпуне унутрашње рефлексије због чега влакно делује као таласовод. Влакна која подржавају многе путеве ширења или попречне модове називају се вишемодна влакна, док се она која подржавају један мод називају једнодомна влакна (SMF). Вишемодна влакна углавном имају шири пречник језгра и користе се за комуникационе везе на кратким удаљеностима и за апликације у којима се мора преносити велика снага. Једномодна влакна се користе за већину комуникационих веза дужих од 1.000 m (3.300 ft).
Могућност спајања оптичких влакана са малим губицима је важна у оптичкој комуникацији. Ово је сложеније од спајања електричне жице или кабла и укључује пажљиво цепање влакана, прецизно поравнавање језгара влакана и спајање ових поравнатих језгара. За апликације које захтевају трајну везу уобичајено је фузионо спајање. У овој техници се користи електрични лук за стапање крајева влакана. Још једна уобичајена техника је механичко спајање, где се крајеви влакана држе у контакту механичком силом. Привремене или полутрајне везе остварују се помоћу специјализованих конектора оптичких влакана.
Област примењене у науци и инжењерству која се бави дизајном и применом оптичких влакана позната је као оптика влакана (енгл. fiber optics). Термин је осмислио индијско-амерички физичар Нариндер Синг Капани, који је широко признат као отац оптике влакана.

## Историја
Вођење светлости рефракцијом, принцип који омогућава дејство оптичких влакана, први пут су демонстрирали Даниел Колдон и Жак Бабине у Паризу почетком 1840-их. Џон Тиндал је урстио демонстрацију оптичких влакана у своја јавна предавања у Лондону, 12 година касније. Тиндал је такође писао о својствима потпуне унутрашње рефлексије у уводној књизи о природи светлости 1870. године:
Када светлост прелази из ваздуха у воду, преломљени зрак се савија према нормали ... Када зрак прелази из воде у ваздух савија се из нормале ... Ако је угао који зрак у води затвара нормалом на површину није већи од 48 степени, зрак уопште неће напустити воду: он ће се у потпуности рефлектовати на површини ... Угао који означава границу где почиње тотална рефлексија назива се гранични угао медија. За воду је овај угао 48° 27′, за кремено стакло 38° 41′, док је за дијамант 23° 42′.
Крајем 19. и почетком 20. века, светлост се водила кроз савијене стаклене шипке да би се осветлиле телесне шупљине. Практичне примене попут блиског унутрашњег осветљења при стоматолошким захватима појавиле су се почетком двадесетог века. Пренос слике кроз цеви независно су демонстрирали радио експериментатор Кларенс Хансел и телевизијски пионир Џон Логи Берд током 1920-их. Тридесетих година Хајнрих Лам је показао да се слике могу преносити кроз сноп необложених оптичких влакана и користио их за интерне медицинске прегледе, али његов рад је углавном заборављен.
Холандски научник нл Брам ван Хел је 1953. године први пут демонстрирао пренос слике кроз снопове оптичких влакана са провидном облогом. Исте године, Харолд Хопкинс и Нариндер Синг Капани на Империјалном колеџу у Лондону успели су да направе снопове који преносе слике са преко 10 000 влакана, а потом су остварили пренос слике кроз сноп дугачак 75 cm који комбинује неколико хиљада влакана. Први практични полуфлексибилни гастроскоп са оптичким влакнима патентирали су Басил Хeршовиц, К. Вилбур Петерс и Ловренс Е. Куртис, истраживачи са Универзитета у Мичигену, 1956. У процесу развоја гастроскопа, Куртис је произвео прва влакна обложена стаклом; претходна оптичка влакна ослањала су се на ваздух или непрактична уља и воскове као нискоиндексни материјал за облагање.
Капани је сковао термин оптичка влакна. Он је написао чланак у часопису Scientific American 1960. године у коме је представио тему широкој публици. Он је исто тако написао прву књигу о новом пољу.
Први функционални систем за пренос оптичким влакнима демонстрирао је немачки физичар Манфред Бернер у истраживачким лабораторијама Телефункен у Улму 1965. године, што је праћено првом патентном пријавом за ову технологију 1966. године. НАСА је 1968. године користила оптичка влакна у телевизијским камерама које су послате на Месец. У то време је употреба у камерама била поверљива, а особље које је руковало камерама морао је да надгледа неко са одговарајућом безбедносном дозволом.
Чарлс К. Као и Џорџ А. Хокам из британске компаније Стандардни телефони и каблови (STC) први су 1965. године промовисали идеју да се слабљење сигнала оптичких влакана може смањити испод 20 децибела по километру (dB/km), чинећи влакна практичним комуникационим медијем. Они су предложили да је слабљење сигнала у влакнима доступним у то време било узроковано нечистоћама које су се могле уклонити, а не основним физичким ефектима попут расипања. Они су тачно и систематично теоретизовали својства губитка светлости у оптичким влакнима и указали на прави материјал за употребу у таквим влакнима - силицијумско стакло високе чистоће. Ово откриће донело је Кау Нобелову награду за физику 2009. Кључну границу слабљења од 20  први пут су 1970. године остварили истраживачи Роберт Д. Маурер, Доналд Кек, Петер К. Шулц и Франк Зимар, радећи за америчког произвођача стакла Корнинг Глас Воркс. Они су демонстрирали влакно са слабљењем од 17  допингом силицијумског стакла титанијумом. Неколико година касније они су произвели влакно са слабљењем од само 4 dB/km, користећи германијум диоксид као главни додатак. Џенерал Електрик је 1981. године произвео кварцне инготе од топљеног материјала који су се могли увући у нити дужине 25 mi (40 km).
У почетку су висококвалитетна оптичка влакна могла да се производе само брзином од 2 метра у секунди. Хемијски инжењер Томас Менсах придружио се Корнингу 1983. године и повећао брзину производње на преко 50 метара у секунди, чинећи каблове од оптичких влакана јефтинијим од традиционалних бакарних. Ове иновације отвориле су еру телекомуникација преко оптичких влакана.
Италијански истраживачки центар CSELT сарађивао је са Корнингом на развоју практичних оптичких каблова, што је резултирало тиме да је први метрополитански оптички кабл постављен у Торину 1977. CSELT је такође развио рану технику за спајање оптичких влакана, названу спрингрув.